# Соуза Маттос, Жорже де
Жорже де Соуза Маттос (порт.-браз. Jorge de Sousa Mattos; 19 апреля 1933, Рио-де-Жанейро — 1982 или 1991, Рио-де-Жанейро), более известный под именем Жабуру́ (порт.-браз. Jaburú) — бразильский футболист, нападающий. Родной брат футболиста Энрике де Соуза Маттоса, который также играл под прозвищем Жабуру.

## Карьера
Жабуру родился в Рио-де-Жанейро в семье Ари де Соузы. У него было два брата, Энрике и Маринете. Он начал играть в клубе «Флуминенсе», где выступал за молодёжный состав. А затем выступал за клуб «Олария» и за «Америку Минейро». В этой команде он стал лидером атаки. В 1955 году Жабуру перешёл в португальский клуб «Порту», куда его пригласил главный тренер команды Юстрич. Сумма трансфера составила 700 тысяч крузейро и 20 тысяч ежемесячно самому футболисту. 25 сентября 1955 года он дебютировал в составе команды в матче с «Белененсешом» (1:1). 18 сентября нападающий впервые сыграл в официальной игре за клуб против «Спортинга» из Ковильяна (2:2), а в матче третьего тура забил первый гол, поразив ворота «Фабрила». В клуб Жабуру составил дуэт нападения с Антониу Тейшерой. В первом же сезоне бразилец стал лучшим бомбардиром команды и третьим бомбардиром сезона в чемпионате. А сам клуб выиграл первый за 15 лет титул чемпиона и Кубок страны, ставший первым за всю историю клуба. По окончании сезона Юстрич ушёл из «Порту», это стало проблемой для бразильца, которому требовался постоянный контроль вне футбольного поля. Жабуру стал реже попадать в состав и хуже тренироваться. В сезоне 1957/1958 клуб выиграл свой второй Кубок страны. В середине сезона 1957/1958 Жабуру стали беспокоить болезненные ощущения в пояснице. Тогда клуб принял решение продать футболиста. Всего в составе «Порту» Жабуру провёл 70 матчей и забил 54 гола.
25 сентября 1958 года Жабуру уехал для подписания контракта в испанский клуб «Сельта». В октябре трёхлетний контракт был подписан, а сумма трансфера составила полтора миллиона песет и 125 тысяч песет самому игроку. Эта сумма стала на тот момент рекордной, выплаченной «Сельтой» за переход футболистов. Также он стал первым в истории команды чернокожим игроком. Однако из-за болей в пояснице форвард не мог выходить на поле. Он был отправлен на обследование, и у него диагностировали тяжёлую форму бронхита и ревматизм. Однако сам Жабуру отрицал наличие у него этого заболевания. Пока футболист лечился, он к тому же начал злоупотреблять алкоголем, при этом так и не выходя в матчах. В конце октября Жабуру заявил, что у него всё же есть заболевание, но руководство «Порту» давило на футболиста, чтобы тот скрывал своё состояние, пока трансфер не был оформлен. Руководство «Порту» все отрицала. «Сельта» начала сомневаться в психологическом состоянии Жабуру, и отправила его на осмотр у психиатра. Тот поставил диагноз, что уровень развития нападающего соответствовал возрасту ребёнка шести лет. В ноябре «Сельта» попыталась вернуть сумму трансфера от «Порту» и деньги от выплаченной заработной платы футболиста. 3 января 1959 года клуб открыл дело о разрыве контракта нападающего и запретил ему приходить на тренировки. В результате Жабуру был дисквалифицирован Испанской футбольной федерацией на год, по другим данным на три года и покинул клуб, не сыграв за него ни одного матча. Часть денег он должен был вернуть. Но 20 февраля бразилец подал апелляцию, которая утверждала, что перед подписанием контракта болезни у него было. А уже будучи игроком «Сельты» он стал жертвой неизвестной болезни. Апелляция была удовлетворена. В результате клуб не смог добиться возврата и части денег.
В 1960 году Жабуру сыграл два матча в квалификационном турнире Олимпийских игр. Впервые он вышел на поле 21 апреля в матче с Аргентиной, в котором его команда проиграла со счётом 1:3, а единственный гол бразильцев забил именно Жабуру. Во второй игре Бразилия обыграла Суринам (4:1). В этой встрече Жабуру также забил один из голов. В конце 1960 года он опять приехал в Португалию, став игроком клуба «Лейшойнш». Сумма трансфера составила 80 тысяч песет. С этой командой он выиграл в 1961 году ствой третий Кубок Португалии. В 1963 году бразилец завершил карьеру. За «Лейшойнш» он сыграл 45 матчей и забил 17 голов. В 1963 Жабуру возвратился в Бразилию, куда его отправили в статусе неимущего. Он ещё в Португалии потратил все заработанные в карьере деньги. После этого Жабуру бедствовал. Он жил в доме матери, купленном его братом Энрике, без водопровода и электричества, отключенных за неуплату. Жабуру был вынужден работать чистильщиком обуви около стадиона Маракана. Бывший футболист злоупотреблял алкоголем. В последние годы жизни его даже выселили из дома из-за неуплаты. В 1991 году или 1982 году он был обнаружен около стадиона без признаков жизни будучи сбитым автобусом. По другой версии Жабуру стал жертвой нападения.

## Международная статистика
| Матчи Жабуру за олимпийскую сборную Бразилии | Матчи Жабуру за олимпийскую сборную Бразилии | Матчи Жабуру за олимпийскую сборную Бразилии | Матчи Жабуру за олимпийскую сборную Бразилии | Матчи Жабуру за олимпийскую сборную Бразилии | Матчи Жабуру за олимпийскую сборную Бразилии | Матчи Жабуру за олимпийскую сборную Бразилии |
| -------------------------------------------- | -------------------------------------------- | -------------------------------------------- | -------------------------------------------- | -------------------------------------------- | -------------------------------------------- | -------------------------------------------- |
| №                                            | Дата                                         | Место проведения                             | Оппонент                                     | Счёт                                         | Голы                                         | Турнир                                       |
| 1                                            | 21 апреля 1960                               | Лима                                         | Аргентина (олимп.)                           | 1:3                                          | 1                                            | Квалификация Олимпийских игр                 |
| 2                                            | 27 апреля 1960                               | Лима                                         | Суринам (олимп.)                             | 4:1                                          | 1                                            | Квалификация Олимпийских игр                 |

## Достижения
- Чемпион Португалии: 1955/1956
- Обладатель Кубка Португалии: 1955/1956, 1957/1958, 1960/1961